# Григор'єв Анатолій Іванович
Анатолій Іванович Григор'єв (23 березня 1943, с. Меделівка, Радомишльського району, Житомирської області — 11 лютого 2023) — радянський і російський фізіолог, доктор медичних наук, професор.
Академік РАН (1997; член-кореспондент 1990). Заслужений діяч науки РФ (1996). Лауреат Державної премії СРСР (1989) і двох Державних премій РФ (2002, 2013).

## Біографія
Закінчив у 1966 році 2-й Московський медичний інститут ім. М. І. Пирогова. З 1988 року — директор Інституту медико-біологічних проблем РАН. Академік РАМН (1993) і РАН (1997), віце-президент РАН, доктор медичних наук.
Наукові інтереси — космічні медицина і біологія: дослідження різних органів і систем людського організму (нирок, водно-сольового обміну, систем гормональної регуляції, опорно-рухового апарату, обміну речовин та ін) при дії різних факторів космічного польоту.
З 1996 року кафедру очолює екстремальної та екологічної медицини на факультеті фундаментальної медицини МДУ, читає курс лекцій з військової та екстремальної медицини.
Віце-президент Міжнародної астронавтичної федерації (2004—2006 рр.).
Помер 11 лютого 2023 року.

## Нагороди та звання
- Лауреат Державної премії СРСР (1989).
- Лауреат Державної премії Російської Федерації в галузі науки і техніки (2002).
- Офіцер Ордена Почесного легіону (2004).
- Лауреат повної Демидівської премії «за видатний внесок у фундаментальні та прикладні дослідження в галузі космічної біології та медицини» (2008).
- Премія імені А. А. Ухтомського РАН (2009) — за цикл робіт «Вивчення функціонального стану та діяльності здорової людини в екстремальних умовах».
- Премія імені Л. А. Орбелі РАН (спільно з В. Б. Козловської, за 2013 рік) — за цикл робіт «Гравітаційна фізіологія»
- Золота медаль імені В. М. Сєченова РАН (2014) — за цикл наукових праць «Вплив факторів космічного польоту на функціональний стан основних фізіологічних систем людини»
- Кавалер ордена «За заслуги перед Вітчизною» II (2013)[3], III (2008) і IV (2003) ступеня
- Лауреат Державної премії Російської Федерації в галузі науки і технологій (2013)
- Орден Достик 2 ступеня (Казахстан, 2001)[4]
- Лауреат премії імені М. В. Ломоносова I ступеня (2013) за цикл робіт «Адаптація фізіологічних систем людини до факторів космічного польоту і система профілактики».